# ピアノ協奏曲第8番 (モーツァルト)

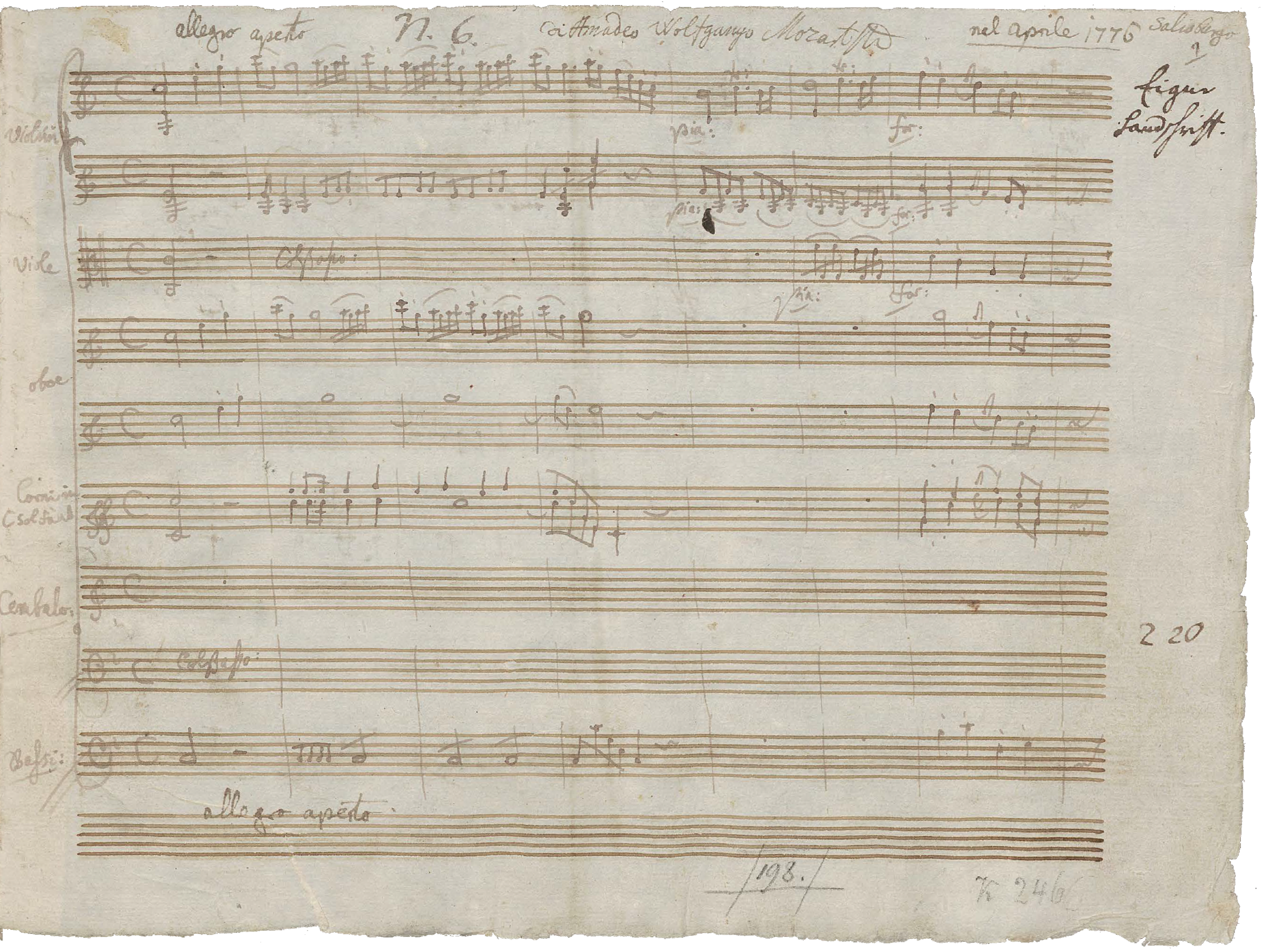
ピアノ協奏曲第8番の自筆譜

ピアノ協奏曲第8番 ハ長調 K. 246 は、ヴォルフガング・アマデウス・モーツァルトが作曲したピアノ協奏曲。『リュッツォウ』（Lützow）の愛称で親しまれている。

## 概要
1773年に『ピアノ協奏曲第5番 ニ長調』（K. 175）を作曲してから、モーツァルトは3年近くピアノ協奏曲を作曲しなかった。しかし、1776年になって立て続けに3曲（第6番、第7番『ロドロン』、本作）が作曲されているが、これはこの頃から貴族やブルジョワから作品の注文が多くなったためで、ピアノ協奏曲の他にはセレナードなどの機会音楽を注文で作曲している。
本作は1776年の4月にザルツブルクの音楽愛好家リュッツォウ伯爵夫人からの依頼で作曲された。リュッツォウ伯爵家はザルツブルク大司教ヒエロニュムス・フォン・コロレドの親戚にあたる名家であり（夫人はコロレドの姪にあたる）、その夫人はモーツァルトの父レオポルトからピアノを習っていたという。夫人はアマチュアのピアニストであり、そのためモーツァルトはピアノの独奏パートは技巧的に考慮して易しく書かれている。だがモーツァルトはこれをウィーンに出てからも、教材として活用していたようである。また、モーツァルト自筆のカデンツァが3種類残されている。

## 楽器編成
独奏ピアノ、オーボエ2、ホルン2、弦五部。

## 曲の構成
全3楽章、演奏時間は約23分。
- 第1楽章 アレグロ・アペルト
ハ長調、4分の4拍子、ソナタ形式。
- 第2楽章 アンダンテ
ヘ長調、4分の2拍子、ソナタ形式。
- 第3楽章 ロンドー：テンポ・ディ・メヌエット
ハ長調、4分の3拍子、ロンド形式。